# Antal Bolvári
Antal Bolvári (Kaposvár, 6 de maio de 1932 – 8 de janeiro de 2019) foi um ex-jogador de polo aquático húngaro, bicampeão olímpico.

## Carreira
Antal Bolvári fez duas presenças olímpicas, sendo bicampeão em 1952, 1956 o famoso (Banho de sangue de Melbourne).